# Amions
Amions est une ancienne commune française située dans le département de la Loire en région Auvergne-Rhône-Alpes. Depuis le 1er janvier 2019, elle est une commune déléguée de Vézelin-sur-Loire.

## Histoire
Par arrêté du 20 juin 2018, à compter du 1er janvier 2019, Amions fusionne avec Dancé et Saint-Paul-de-Vézelin pour créer la commune nouvelle de Vézelin-sur-Loire..

## Politique et administration
| Période                                  | Période  | Identité       | Étiquette | Qualité                                |
| ---------------------------------------- | -------- | -------------- | --------- | -------------------------------------- |
| janvier 2019                             | En cours | Georges Bernat | DVG-LREM  | Président de la Communauté de Communes |
| Les données manquantes sont à compléter. |          |                |           |                                        |

| Période                                  | Période       | Identité       | Étiquette | Qualité                                |
| ---------------------------------------- | ------------- | -------------- | --------- | -------------------------------------- |
| Depuis 2001                              | décembre 2018 | Georges Bernat | DVG-LREM  | Président de la Communauté de Communes |
| Les données manquantes sont à compléter. |               |                |           |                                        |

## Démographie
L'évolution du nombre d'habitants est connue à travers les recensements de la population effectués dans la commune depuis 1793. Pour les communes de moins de 10 000 habitants, une enquête de recensement portant sur toute la population est réalisée tous les cinq ans, les populations de référence des années intermédiaires étant quant à elles estimées par interpolation ou extrapolation. Pour la commune, le premier recensement exhaustif entrant dans le cadre du nouveau dispositif a été réalisé en 2008.

En 2016, la commune comptait 291 habitants, en évolution de +0,34 % par rapport à 2010 (Loire : +1,32 %, France hors Mayotte : +2,11 %).
| 1793 | 1800 | 1806 | 1821 | 1831 | 1836 | 1841 | 1846 | 1851 |
| ---- | ---- | ---- | ---- | ---- | ---- | ---- | ---- | ---- |
| 400  | 425  | 413  | 477  | 512  | 495  | 496  | 555  | 508  |

| 1856 | 1861 | 1866 | 1872 | 1876 | 1881 | 1886 | 1891 | 1896 |
| ---- | ---- | ---- | ---- | ---- | ---- | ---- | ---- | ---- |
| 501  | 494  | 510  | 502  | 531  | 536  | 579  | 588  | 574  |

| 1901 | 1906 | 1911 | 1921 | 1926 | 1931 | 1936 | 1946 | 1954 |
| ---- | ---- | ---- | ---- | ---- | ---- | ---- | ---- | ---- |
| 583  | 547  | 586  | 486  | 417  | 419  | 429  | 414  | 370  |

| 1962 | 1968 | 1975 | 1982 | 1990 | 1999 | 2006 | 2008 | 2013 |
| ---- | ---- | ---- | ---- | ---- | ---- | ---- | ---- | ---- |
| 372  | 336  | 319  | 289  | 241  | 238  | 281  | 292  | 291  |

| 2016 | - | - | - | - | - | - | - | - |
| ---- | - | - | - | - | - | - | - | - |
| 291  | - | - | - | - | - | - | - | - |

## Culture locale et patrimoine

### Lieux et monuments
- Église Notre-Dame-de-l'Assomption d'Amions.